# Basrah Breeze
Pour les articles homonymes, voir Ocean Breeze et Al-Qadisiya.

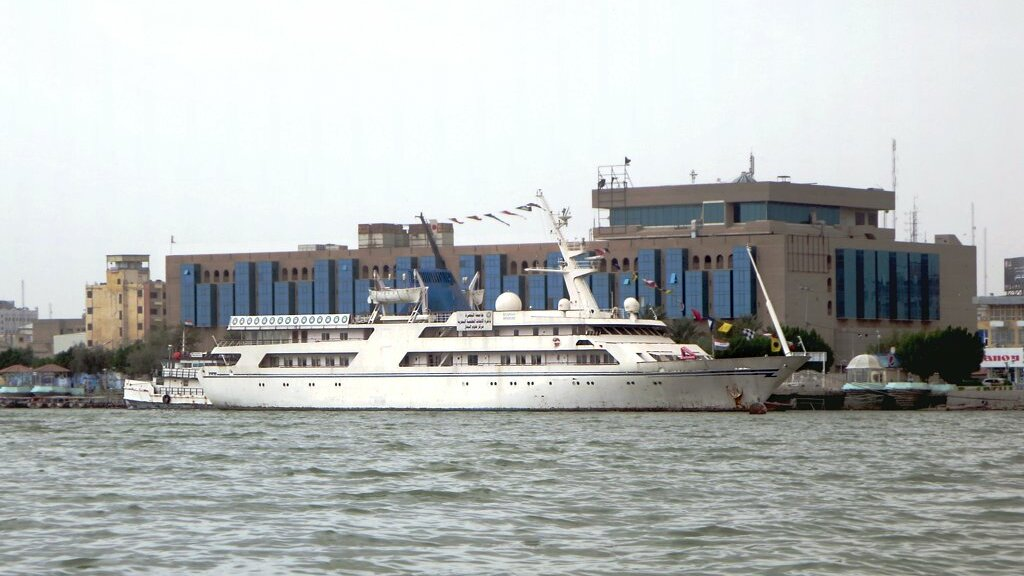
L'ancien super yacht de Saddam Hussein, le Basra Breeze, accoste souvent devant l'hôtel Basra International (un ancien Sheraton) sur les rives du fleuve Chatt Al Arab à Bassorah, en Irak.

Le Basrah Breeze, plus connu sous le nom de Qadisiyah Saddam était le yacht de luxe de Saddam Hussein.
D'abord connu en 1981 sous le nom de Qadisiyah Saddam, il prend le nom de Al Yamamah en 2007, puis le nom de Ocean Breeze en 2008 et en 2012 son nom actuel Basrah Breeze.

## Caractéristiques
La coque du Basrah Breeze est en acier, ainsi que sa superstructure, d'une longueur de 82 mètres (269 pieds) de long pour une largeur de 13 m, d'un tirant d'eau de 3,60 m, le tout pour une jauge brute de 2 282 t.
Propulsé par 2 moteurs diesel MAN d'une puissance totale de 6 000 ch (4 474 kW), le yacht atteint une vitesse de croisière de 18 nœuds (33,3 km/h) avec une vitesse maximum de 19,3 nœuds (35,7 km/h) grâce à 2 hélices ; les moteurs sont alimentés par un réservoir de 213 900 litres permettant une autonomie de 7 000 milles nautiques.
Il est doté de plusieurs piscines et saunas, d'une mosquée et d'un hôpital, de trois salles de réunion, de 13 chambres et de salons équipés d'écrans géants. Il est capable de résister à une attaque grâce à un système de lance-missiles, des vitres pare-balles, un mini-héliport en kit et même un minuscule sous-marin,.
Il peut embarquer 30 passagers et 35 membres d'équipage.

## Histoire
Après son arrivée au pouvoir, en 1979, le nouveau président de l'Irak, Saddam Hussein, se fit construire par le chantier danois Helsingor Vaerft  un bateau luxueux (robinetterie en or) qui lui fut livré en 1981. Son but était de rivaliser en faste avec les richissimes cheikhs de la péninsule arabique qui passaient l'été en Méditerranée au large de Cannes et des Baléares. Le bateau fut nommé Qadisiyah Saddam du nom de l'héroïque bataille du VIIe siècle qui vit la victoire des Arabes sur leurs ennemis les Perses.
En 1986, l'aviation iranienne, qui bombarde le port de Bassora, pousse Saddam Hussein à envoyer son yacht dans la rade de Djeddah pour le mettre à l'abri sous la protection des Saoudiens, qui à l'époque étaient ses alliés. Il y restera, inutilisé, jusqu'en octobre 2007, gardé et entretenu par une équipe d'une douzaine de matelots grecs. Tous les deux ans, il naviguait jusqu'au port du Pirée pour une révision.

## Propriété du bateau
Après la chute de Saddam Hussein, le nouveau gouvernement irakien clame ses droits sur le navire. Cependant, le bateau semblait ne pas appartenir directement à Saddam Hussein, ni à l'État irakien. Un montage complexe et sophistiqué aboutissait à une société écran, à George Town, sur Grand Caiman Island, une île paradis fiscal, située à l'ouest de la mer des Caraïbes.
À l'automne 2007, dans le but de le soustraire définitivement au gouvernement irakien, le bateau est rapatrié vers Nice, en passant par le port jordanien d'Aqaba, sur la mer Rouge, où il change de nom et devient l’Ocean Breeze. À ce moment-là, une rumeur court que le bateau aurait été vendu ou offert par Saddam Hussein, avant sa mort, au roi d'Arabie saoudite qui l'aurait lui-même revendu au roi Abdallah II de Jordanie, ce que réfute l'avocat du gouvernement irakien, Ardavan Amir-Aslani, argumentant sur le fait que les Saoudiens n'ont jamais utilisé le bateau et que le roi de Jordanie ne fait rien pour laisser à penser qu'il en est le propriétaire.
Dès novembre 2007, le bateau met le cap sur Nice, où il est pris en charge par les représentants du courtier londonien Nigel Burgess, spécialiste du nautisme de luxe et chargé de sa mise aux enchères. À la demande du gouvernement irakien, un huissier français accompagné de la police, effectue la saisie du bateau dans le cadre de la bataille juridique en cours sur sa propriété. Lors de la fouille effectuée sur le bateau, un titre de propriété émis au nom du gouvernement irakien par la compagnie d'assurance Lloyd's est découvert, ce qui prouverait que tout acte de propriété de la société offshore est un faux, puisque le gouvernement irakien n'a jamais vendu le bateau, ni même ne l'a offert, ce qui aurait nécessité au moins un décret ministériel. Le tribunal de commerce de Nice, en juillet 2008, se prononce sur cette affaire et le yacht redevient la propriété de la République d'Irak.
Selon un diplomate irakien : « Comme les autres biens de Saddam Hussein cachés à l'étranger, nous voulons récupérer ce bateau pour le vendre et rendre l'argent de la transaction au gouvernement de Bagdad ».
En janvier 2010, le gouvernement irakien annonce qu’il a décidé de rapatrier le yacht qui appartenait à Saddam Hussein, faute d’avoir trouvé un acheteur en Europe en raison de la crise économique.
En 2023, le yacht n'est toujours pas vendu. Installé dans le Chatt-el-Arab, il a été rattaché au centre de recherches en sciences maritimes de l'université de Bassora.